# Deportacions de pobles a la Unió Soviètica
Les deportacions de pobles a la Unió Soviètica va ser una forma de repressió política. Les peculiaritats del procés eren, en primer lloc, la manca de procés judicial real i el fortuït de l'arrest; en segon lloc, el desplaçament de grans contingents humans a zones remotes i sovint, de difícil supervivència. Molts dels individus o pobles que van viure tals experiències eren classificats com a enemics del poble i es justificava la seva expulsió pel seu (real o suposat) antisovietisme.

## Neteja ètnica
En molts casos, van ser veritables campanyes de neteja ètnica en què pobles considerats potencialment hostils o separatistes eren deportats a zones despoblades i reemplaçats per russos ètnics, a més de ser útil per industrialitzar importants àrees (part del procés de «sovietització»). Els implements o suports per sobreviure sempre eren pocs i de mala qualitat. Molts pobles van ser expulsats per ser sospitosos de col·laborar amb els invasors alemanys. Enormes contingents els van omplir al període 1941-1944, moment en què la qualitat de vida va caure als nivells més baixos. En uns altres, els individus podien ser classificats dins de grups socials (reals o suposats) que eren considerats perillosos i deportats com a colons especials a gulags perquè complissin penes de deu a vint anys, en canvi, els membres de pobles completament deportats eren enviats a perpetuïtat. Les primeres grans deportacions es van donar durant la «descosaquització» de 1920 i durant la repressió dels camperols de Tambov de l'any 1921.
El sistema del Gulag havia de justificar-se no només política sinó també econòmicament, per aquest motiu es busca aconseguir la màxima rendibilitat sense preocupar-se del cost humà. Les conseqüències van ser terribles, fins a inicis dels cinquanta, de cinc milions i mig a sis milions de persones deportades, entre un i un milió i mitjà havien mort com a conseqüència directa del trasllat forçat i el reassentament. Entre les víctimes hi ha dos milions de kulaks, deportats entre 1930 i 1932.

## Cronologia
Els primers deportats van ser els cosacs del Don i del Kubán a causa de la seva resistència al règim soviètic durant la Guerra civil russa; campanya de «descosaquització» per eliminar l'«especificitat cosaca». En total, de tres-cents a cinc-cents mil morts o deportats entre 1919 i 1920 en una població de tres milions. A aquests se sumaven centenars de milers de familiars de camperols rebels entre 1920 i 1922. Només en la rebel·lió de Tambov 50.000 camperols van ser internats en camps com a ostatges, amb insuficient menjar, roba i propensos a la còlera i el tifus. En 1921 molts van acabar deportats a Arcàngel i Jolmogory.
Els alemanys del Volga (i altres germans ètnics per tot el país) al llarg de l'any 1941 van córrer igual sort, més d'un milió quatre-centes mil persones. La seva república autònoma va ser suprimida i ells enviats en vagons sobrecarregats sense rebre menjar ni aigua. Suposadament eren sospitosos de col·laborar amb els invasors alemanys. Els supervivents van arribar a regions del Kazakhstan i Sibèria on la vida era difícil i on les autoritats locals no tenien recursos ni informació per acollir-los.
Després d'això va venir una gran ona de deportacions entre 1943 i 1944, més de nou-centes mil persones són enviades a Sibèria, el Kazakhstan, Kirguizstan i Uzbekistan. La intenció era netejar Crimea i el Caucas de nacionalitats «dubtoses» per la seva «col·laboració» amb els nazis: búlgars, grecs pòntics, armenis de Crimea, turcs meskhs, kurds, jemtxins del Caucas, calmucs, tàrtars de Crimea, karatxais i balkars. Aquestes van aconseguir el seu epíleg amb la deportació completa de ingúixos i txetxens en una operació denominada Operació Txetxevitsa (o Llentia. Van morir en massa en un trajecte a causa de la gana, el fred i malalties i l'agresta vida a les regions on els van instal·lar van seguir cobrant milers de vides en els anys següents.
Finalment, els territoris annexionats els anys 1939-1940, com l'est de Polònia, els països bàltics, Besarabia i Bucovina, van viure en 1940-1941 i 1944-1945 dues vegades una «sovietització» en què es van eliminar els opositors nacionalistes reals i suposats, especialment els relacionats amb partisans com els Germans del Bosc i l'Exèrcit Insurgent Ucraïnès.
El 17 de maig de 1944, va començar la deportació (Sürgün) dels tàrtars de Crimea en totes les localitats habitades de l'RSS de Crimea. Més de 32 000 efectius de la NKVD van participar en l'acció. 193.865 tàrtars de Crimea van ser deportats: d'ells, 151.136 a l'RSS de l'Uzbekistan, 8597 a la República Socialista Soviètica Autònoma de Mari (avui Mari-El), 4.286 a l'RSS del Kazakhstan, i la resta (29.486) a diversos óblasts de la República Socialista Federativa Soviètica de Rússia. Entre maig i novembre de 1944, 10.105 tàrtars de Crimea van morir d'inanició en l'RSS de l'Uzbekistan (el 7 % dels deportats a aquesta república). Prop de 30 000 (el 20 %) van morir en l'exili durant el següent any i mig, segons les dades de la NKVD (el 46% segons les dades dels activistes tàrtars de Crimea).
El sistema de «colons especials» va passar a dos milions i mitjà d'habitants, sent els kulaks desplaçats per aquestes minories ètniques com el principal grup de deportats. Les condicions de vida en els camps de treball del Gulag mai van ser tan terribles com en 1941-1944, la guerra va produir major falta d'aliments, epidèmies, amuntegament, va empitjorar l'explotació i major repressió. Tot això va ser permanentment ocultat per la historiografia soviètica fins a la caiguda del règim l'any 1991.
Des de 1948, les autoritats soviètiques es van veure forçades a explotar d'una manera més humanitària a la mà d'obra per allargar la seva supervivència, millorant les condicions de vida d'aquesta. Això es va deure a l'altíssim cost humà i material que havia sofert el país durant la Segona Guerra Mundial. Com a conseqüències indesitjades van estar la relaxació de la disciplina dins dels camps, permetent la formació de bandes entre els delinqüents comuns que es dedicaven a barallar entre si, fent baixar les taxes de productivitat. L'Estat no podia donar-los vigilància adequada, ja que el sistema llavors era massa gran i ja estava massa esgotat. Una altra, molt més perillosa, fou que en els «camps de règim especial», nascuts l'any 1945 per concentrar a presos políticament opositors i amb experiència de combat o organitzativa durant la guerra (la majoria dels presos anava a «colònies de treball» i «camps de treball»), quedaven reunits i a més separats dels presos comuns, la qual cosa els facilitava fer revoltes (el règim comunista va saber aprofitar l'hostilitat entre delinqüents comuns i opositors polítics per impedir-los unir-se en contra seva). Aquests presos, al contrari d'aquells deportats en els anys trenta, no creien ingènuament que era per un error del sistema judicial sinó que sabien que eren víctimes de la repressió i estaven disposats a tot perquè res havien de perdre. En conseqüència, els motins es van succeir, destacant el de Kenguir. Ha d'esmentar-se que la diferència entre colònies i camps de treball era que als primers eren centres molt més petits, per a presos menys perillosos i condemnats amb prou feines inferiors als tres anys.

Mapa amb la ubicació dels camps de treball del Gulag a l'URSS.

Tractant de donar solució a un sistema penitenciari que havia crescut massa, a la mort de Iósif Stalin l’any 1953 els seus successors van procurar alliberar a un gran nombre de presos. Les raons del canvi són vàries: els principals dirigents estaven ocupats en una feroç lluita entre diverses línies polítiques en el partit, alliberar els presos permetia integrar a l'activitat econòmica, regular a un important contingent humà i mostrar-se davant els buròcrates i el Partit com un home que no repetiria el Terror del seu antecessor (això explicaria el triomf de Nikita Jrushchov i el seu projecte de desestalinizació). Així, el sistema penitenciari que en els últims anys de Stalin era massa gran i poc rendible es va començar a desestructurar. Per a finals dels anys cinquanta i inicis dels seixanta gairebé tots els presos eren delinqüents menors o reincidents. El seu propòsit inicial de colonitzar i explotar les riqueses naturals de Sibèria i l'Extrem Orient va ser abandonat. La mort de Stalin el 1953 va permetre la lenta tornada legal de molts bandejats a les seves llars, encara que molts individus es van quedar on ja havien fet les seves vides. No obstant això, els pobles, entesos com a col·lectivitats, van quedar fins a 1972 sense permís per triar lliurement on assentar-se i durant la resta del règim soviètic, aquests grups sempre van ser vigilats estretament pels serveis d'intel·ligència.
Durant l'avanç de l'Exèrcit Roig sobre el III Reich i en els posteriors, fins a aproximadament 1950, els soviètics es van veure involucrats en l'expulsió sistemàtica de milions d'alemanys ètnics cap a les noves fronteres del seu país, buscant evitar nous desitjos expansionistes d'aquests.
Moltes vegades, els presoners soviètics una vegada alliberats eren internats en camps com a traïdors, possibles espies i estar contaminats per viure en l'exterior; de la mateixa manera, tot aquell que va viure sota ocupació alemanya era un possible sospitós de «contaminació».
Una cosa similar van patir els presoners de guerra de l'Eix, especialment alemanys i japonesos, i els polonesos després de la invasió del seu país, així com un gran nombre de civils considerats possibles opositors. El mateix va succeir en el Bàltic.
El novembre de 1989, durant la perestroika, el Soviet Suprem de la Unió Soviètica va condemnar les deportacions dels pobles de l'URSS qualificant-los com a actes il·legals i criminals.

### Resum de deportacions
La següent és una taula amb el nombre de persones deportades, classificades segons el seu grup ètnic i amb la data en què el seu contingent va ser desplaçat:
| Data        | Grup ètnic                                        | Nombre  | Terra d'origen                                                                               | Destinació                                                    |
| ----------- | ------------------------------------------------- | ------- | -------------------------------------------------------------------------------------------- | ------------------------------------------------------------- |
| 1933        | kazakhs                                           | 200.000 | Kazakhstan                                                                                   | Nord de Rússia, la Xina, Mongòlia, Iran, Afganistan i Turquia |
| 1935        | Finesos d'Ingria                                  | 420.000 | Óblast de Leningrad                                                                          | Vologda, Sibèria Occidental, Tadjikistan i Kazakhstan         |
| 1935        | Alemanys i polonesos                              | 412.000 | Centre i oest d'Ucraïna                                                                      | Est d'Ucraïna                                                 |
| 1935        | Alemanys i polonesos                              | 45.000  | Ucraïna, especialment zones frontereres                                                      | Kazakhstan                                                    |
| 1937        | Kurds                                             | 1.325   | Regions frontereres de Geòrgia, Armènia, Azerbaidjan, Turkmenistan, Uzbekistan i Tadjikistan | Kazakhstan i Kirguizstan                                      |
| 1937        | Coreans                                           | 172.000 | extrem Orient                                                                                | Nord del Kazakhstan i tota Uzbekistan                         |
| 1937        | Xinesos i russos exiliats a Harbin                | 9.000   | Extrem Orient                                                                                | Kazakhstan i Uzbekistan                                       |
| 1938        | jueus perses                                      | 6.000   | Província de Mary, Turkmenistan                                                              | Zones desèrtiques de nord de Turkmenistan                     |
| 1938        | Àzeris, perses, assiris i kurds                   | 6.000   | Azerbaidjan                                                                                  | Kazakhstan                                                    |
| 1940        | polonesos                                         | 276.000 | Zona ocupada de Polònia                                                                      | Nord de Rússia, els Urals, Sibèria, Uzbekistan i Kazakhstan   |
| 1941        | Alemanys i finesos d'Ingria                       | 91.000  | Óblast de Leningrad                                                                          | Kazakhstan, Sibèria, óblast d'Astracan i Extrem Orient        |
| 1941-1942   | alemanys                                          | 855.674 | Povolzhye, Caucas, Crimea, Ucraïna, Moscou i Rússia central                                  | Kazakhstan i Sibèria                                          |
| 1942        | Finesos d'Ingria                                  | 9.000   | Óblast de Leningrad                                                                          | Est de Sibèria i Extrem Orient                                |
| 1943        | Karatxais                                         | 69.267  | Karachái i Cherkessia                                                                        | Kazakhstan i Kirguizstan                                      |
| 1943        | calmucs                                           | 93.139  | Calmúquia                                                                                    | Kazakhstan i Sibèria                                          |
| 1944        | Txetxens i ingúixos                               | 800.000 | Caucas Septentrional                                                                         | Kazakhstan i Kirguizstan                                      |
| 1944        | calmucs                                           | 3.000   | Óblast de Rostov                                                                             | Sibèria                                                       |
| 1944        | Kurds i àzeris                                    | 3.000   | Tbilisi                                                                                      | Sud de Geòrgia                                                |
| 1944        | balkars                                           | 100     | Nord de Geòrgia                                                                              | Kazakhstan i Kirguizstan                                      |
| 1944        | Tàrtars de Crimea                                 | 100.000 | Crimea                                                                                       | Uzbekistan                                                    |
| 1944        | Grecs, búlgars, armenis i turcs                   | 42.000  | Crimea                                                                                       | Uzbekistan                                                    |
| 1944        | Calmucs                                           | 26.000  | Regions de nord                                                                              | Ucraïna i Rússia central                                      |
| 1944        | Calmucs                                           | 1.000   | Óblast de Bolgograd                                                                          | Óblast de Sverdlovsk                                          |
| 1944        | kabardinos                                        | 2.000   | Kabardino i Balkària                                                                         | Sud del Kazakhstan                                            |
| 1944        | Veritables Russos Ortodoxos                       | 1.000   | Rússia central                                                                               | Sibèria                                                       |
| 1944        | polonesos                                         | 30.000  | Urals, Sibèria i Kazakhstan                                                                  | Ucraïna i la Rússia europea                                   |
| 1944        | Meskhetians, turcs, kurds, hamshenis i karapapaks | 115.000 | Sud-oest de Geòrgia i Kazakhstan                                                             | Uzbekistan i Kirguizstan                                      |
| 1944        | lazes                                             | 1.000   | Ajaria                                                                                       | Uzbekistan, Kirguizstan i Kazakhstan                          |
| 1944        | Alemanys                                          | 1.000   | Mineralnye Vody                                                                              | Tadjikistan                                                   |
| 1948        | Kulaks                                            | 49.000  | Lituània                                                                                     | Est de Siberia                                                |
| 1948        | Grecs i armenis                                   | 57.680  | Costa de la Mar Negre                                                                        | Sud del Kazakhstan                                            |
| 1948        | Kulaks                                            | 1.000   | Óblast d'Izmaïl                                                                              | Sibèria Occidental                                            |
| 1949        | Kulaks                                            | 94.000  | Bàltic                                                                                       | Sibèria i Extrem Orient                                       |
| 1949 a 1952 | Kulaks                                            | 78.400  | Moldàvia, Bàltic, oest de Belarús i Ucraïna i óblast de Pskov                                | Sibèria i Kazakhstan                                          |
| 1951        | Basmatxi                                          | 2.795   | Tadjikistan                                                                                  | Nord del Kazakhstan                                           |
| 1951        | Testimonis de Jehovà                              | 9.500   | Moldàvia                                                                                     | Oest de Sibèria                                               |